# Canace salonitana
Canace salonitana är en tvåvingeart som beskrevs av Gabriel Strobl 1900. Canace salonitana ingår i släktet Canace och familjen Canacidae. Inga underarter finns listade i Catalogue of Life.